# Disputa de Paris

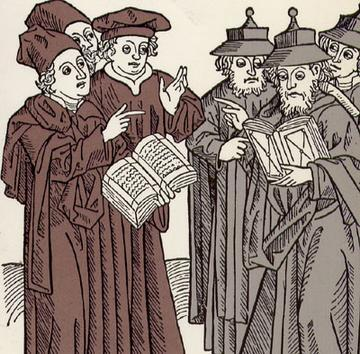
Xilogravura esculpida em madeira retratando uma disputa entre estudiosos judeus e cristãos.

A Disputa de Paris (em hebraico:  משפט פריז Mishpat Pariz) também conhecida como Julgamento do Talmude, ocorreu em 1240 na corte do rei Luís IX da França. Seguiu o trabalho de Nicholas Donin, um judeu convertido ao cristianismo que traduziu o Talmude e apresentou 35 acusações ao papa Gregório IX, citando uma série de passagens blasfemas sobre Jesus, Maria ou cristianismo. Quatro rabinos defenderam o Talmude contra as acusações de Donin. 

## Pano de fundo
Como parte de seus esforços evangelísticos, a Igreja Católica procurou vencer as crenças dos judeus através do debate. O cristianismo ocidental no século XIII estava desenvolvendo sua perspicácia intelectual e assimilara os desafios de Aristóteles através das obras de Tomás de Aquino. A Igreja procurou envolver os judeus no debate, esperando que eles vissem o que considerava-se a superioridade intelectual do cristianismo.
O escritor Paul Johnson cita uma diferença significativa entre os lados judeu e cristão do debate. O cristianismo havia desenvolvido um sistema teológico detalhado; os ensinamentos eram claros e, portanto, vulneráveis a ataques. O judaísmo tinha relativa ausência de teologia dogmática; tinha muitos dogmas negativos para combater a idolatria, mas não possuía uma teologia positiva desenvolvida. "Os judeus tinham uma maneira de se concentrar na vida e empurrar a morte — e seus dogmas — para segundo plano." 

## Disputadores
O debate começou em 12 de junho de 1240. Nicholas Donin, membro da Ordem Franciscana e judeu convertido ao cristianismo, representava o lado cristão. Ele havia traduzido declarações de sábios talmúdicos e apresentou 35 acusações contra o texto do Talmud ao papa Gregório IX, citando uma série de passagens supostamente blasfemas sobre o cristianismo. Ele também selecionou o que alegava serem injunções de sábios talmúdicos que permitiam que os judeus matassem não judeus, enganassem os cristãos e quebrassem as promessas feitas a eles sem escrúpulos.
A Igreja demonstrou pouco interesse no Talmude, até que Donin apresentou sua tradução a Gregório IX. O Papa ficou surpreso que os judeus confiassem em outros textos além da Torá que continham alegadas blasfêmias contra o cristianismo. Essa falta de interesse também caracterizou a monarquia francesa, que considerava principalmente os judeus como uma fonte potencial de renda antes de 1230.
Os rabinos Yechiel de Paris, Moisés de Coucy, Judá de Melun e Samuel ben Solomon de Château-Thierry, — considerados como quatro dos rabinos mais ilustres da França, — representavam o lado judeu do debate.

## Tentativas
Os termos da disputa exigiam que os quatro rabinos defendessem o Talmude contra as acusações de Donin, de que continha blasfêmias contra a religião cristã, ataques aos próprios cristãos, blasfêmias contra Deus e folclore obsceno. Os ataques ao cristianismo foram de passagens referentes a Jesus e Maria. Há uma passagem, por exemplo, de alguém chamado Jesus que foi enviado ao inferno para ser fervido em excremento por toda a eternidade. Os judeus negaram que este seja o Jesus do Novo Testamento, afirmando "nem todo Louis nascido na França é rei". 
Entre o folclore obsceno, há uma história que Adão copulou com cada um dos animais antes de encontrar Eva. Noé, de acordo com as lendas talmúdicas, foi castrado por seu filho Cam.  Era comum os cristãos equipararem a religião dos judeus à fé mosaica do Antigo Testamento, por isso a Igreja ficou surpresa ao perceber que os judeus haviam desenvolvido um Talmud autoritário para complementar sua compreensão da Bíblia. 
O estudioso judeu contemporâneo Hyam Maccoby alega em seu livro Judaism on trial que o objetivo da disputa em Paris era livrar os judeus de sua crença no Talmude, para que eles pudessem retornar ao judaísmo do Antigo Testamento e eventualmente abraçar o cristianismo.  Ele alega que a hostilidade da Igreja durante essa disputa teve menos a ver com a atitude da Igreja e mais com Nicholas Donin. A argumentação de Donin explorou controvérsias que foram debatidas no judaísmo da época, segundo Maccoby.  Maccoby também sugere que a disputa pode ter sido motivada pelas afiliações anteriores de Donin com os judeus karaitas, e que suas motivações para ingressar na Igreja envolviam seu desejo de atacar a tradição rabínica.

## Resultado
A Disputação estabeleceu uma série de eventos que culminaram na queima de um grande número de textos sagrados judaicos, em 17 de junho de 1242. "Uma estimativa é que as 24 vagões incluíam até 10 000 volumes de manuscritos hebraicos, um número surpreendente quando se considera que a impressora ainda não existia, de modo que todas as cópias de uma obra precisavam ser escritas à mão".  Aparentemente, a queima dos textos foi testemunhada pelo Maharam de Rotemburgo, que escreveu sobre o incidente.  

A tradução de Donin das declarações tiradas do Talmude para o francês mudou a percepção cristã sobre os judeus. Os cristãos viam os judeus como seguidores do Antigo Testamento, que honravam a lei de Moisés e os profetas, mas as supostas "blasfêmias" incluídas nos textos talmúdicos indicavam que o entendimento judaico do Antigo Testamento diferia do entendimento cristão. Luís IX afirmou que apenas clérigos habilidosos poderiam conduzir uma disputa com judeus, mas que leigos deveriam mergulhar uma espada naqueles que falam mal de Cristo.